# Récession sexuelle
Pour les articles homonymes, voir récession.
La récession sexuelle, ou sex recession en anglais, est un terme faisant référence à un phénomène sociologique de baisse du nombre de rapports sexuels, notamment des milléniaux, par rapport aux générations précédentes. Elle touche différents pays au niveau mondial comme les États-Unis, la France, le Japon et le Royaume-Uni.

## Origines du terme
L'expression « sex recession » est réellement utilisée pour la première fois par la rédactrice en chef Kate Julian, dans un article paru en première page du journal The Atlantic en décembre 2018. Julian, elle-même, reconnaît que la métaphore de la récession est imparfaite car la plupart des gens ont besoin d'un emploi, ce qui n'est pas le cas des relations et du sexe.

## Récession sexuelle dans le monde
En 2019, il a été observé que la récession sexuelle touche davantage les pays riches comme le Japon, l'Australie, les États-Unis et le Royaume-Uni. Un constat similaire est fait pour la France en 2024. D'un autre côté, plusieurs pays confrontés à des difficultés économiques (tels que la Grèce, le Brésil et le Mexique) sont parmi les plus actifs sexuellement.
Dans une étude parue en février 2024, l'IFOP observe qu'en France la part de la population inactive sexuellement a beaucoup augmenté en une quinzaine d'années, surtout chez les jeunes. Ce constat est très similaire à celui fait aux États-Unis par la General Social Survey (en) (GSS) en 2018 et en Allemagne en 2016.

## Études sur l'activité sexuelle

### Chiffres aux États-Unis
Une étude, réalisée sous la direction de Jean Marie Twenge (en), professeure de psychologie à l'université d'État de San Diego, est publiée en 2017,. Les milléniaux déclarent ainsi avoir moins de rapports sexuels en moyenne que les deux générations précédentes. Dans une autre étude, la General Social Survey montre effectivement une explosion du nombre d'inactifs sexuels au cours des 12 derniers mois chez les jeunes de 18 à 29 ans en général (23% en 2018 contre 8% en 2008). Ce phénomène est particulièrement vrai pour les hommes de 18 à 24 ans (31% en 2018 contre 19% en 2008). Pour les adultes, la moyenne du nombre de rapports sexuels par an, qui était de 62 à la fin des années 1990, passe à 54 en 2014.
Au niveau de la Californie, selon une étude réalisée par la California Health Interview Survey de l'UCLA, environ 22 % des Californiens âgés de 18 à 30 ans ont déclaré en 2011 n'avoir eu aucun partenaire sexuel au cours des 12 mois précédents. Ce chiffre passe à 29 % en 2019 et grimpe à 38 % en 2021. Ce phénomène est moins prononcé pour les Californiens âgés de 35 à 50 ans, le pourcentage passant de 9% à 14% sur la période 2011-2021.

### Chiffres en France
Dans le cadre de l'observatoire LELO de la sexualité des Français, une enquête est menée auprès d'un échantillon de 1 911 personnes représentatif de la population vivant en France métropolitaine âgée de 18 ans et plus via un questionnaire en ligne du 29 décembre 2023 au 2 janvier 2024. Il en ressort que l'activité sexuelle recule considérablement, la proportion des Français ayant eu une relation sexuelle au cours des douze derniers mois tombant à 76 %, contre 91% en 2006 (et 82 % en 1970). L'inactivité sexuelle touche notamment les jeunes de 18 à 24 ans initiés sexuellement, 28% d'entre eux admettant ne pas avoir eu de rapport en un an, soit cinq fois plus qu'en 2006 (5%). Toujours selon cette enquête, la fréquence hebdomadaire des rapports sexuels des Français a baissé, 43% d'entre eux déclarant avoir un rapport sexuel en moyenne par semaine, contre 58% en 2009. L'asexualité est également étudiée dans cette enquête, révélant que 15 % des femmes et 9 % des hommes ne ressentent aucune attirance sexuelle pour autrui. Cette orientation sexuelle favoriserait aussi une forme de « désengagement sexuel » selon François Kraus qui travaille à l'IFOP.
En France, les analyses montrent que le faible niveau d'activité sexuelle est en corrélation avec un niveau de natalité historiquement bas depuis la Seconde Guerre mondiale. En 2023, 74% des femmes âgées de 18 à 69 ans initiées sexuellement ont été actives sexuellement au cours des 12 derniers mois et il y a eu 9,9 naissances vivantes pour 1 000 habitants la même année. À titre de comparaison, en 2006 les chiffres étaient de 89% pour 13,1.

### Chiffres au Japon
Selon une enquête réalisée au Japon en 2011, 61 % des hommes célibataires et 49 % des femmes âgés de 18 à 34 ans n'ont aucune relation amoureuse, soit une augmentation de près de 10 % par rapport à cinq ans auparavant. Une autre étude de 2013, réalisée par la Japan Family Planning Association (en), révèle que 45 % des femmes âgées de 16 à 24 ans « n'étaient pas intéressées ou méprisaient les contacts sexuels », plus d’un quart des hommes ressentant la même chose.

## Causes et conséquences de la récession sexuelle

### Causes de la récession sexuelle
Selon diverses théories, le déclin du nombre de rapports sexuels peut s'expliquer par l'augmentation du nombre de femmes dans la population active ou aux couples travaillant généralement de plus longues heures. Mais ce dernier argument a été démonté, les couples les plus occupés ayant la fréquence sexuelle la plus élevée. Par ailleurs, il est dit que #MeToo et d'autres campagnes de lutte contre le harcèlement sexuel décourageraient les hommes d'aborder les femmes, ce qui pourrait expliquer la récession sexuelle. Mais, cette dernière a déjà commencé des années avant le mouvement #MeToo.
Les causes de cette récession sexuelles sont ainsi multiples,. Les écrans en sont la principale cause selon le sondage de l'IFOP en 2024, une majorité de jeunes de moins de 35 ans ayant déjà préféré au sexe certains loisirs numériques comme regarder une série ou un film, jouer à un jeu vidéo ou aller sur des sites pornographiques,. L'IFOP constate que la vie sexuelle d'aujourd'hui est « moins intense qu'avant l'ère du smartphone et du haut débit », avec un « temps sexuel [qui] apparaît très nettement concurrencé par le temps passé sur des écrans qui offrent non seulement un moyen de combler ses besoins de sociabilité et/ou de sexualité mais aussi qui tend à cannibaliser le temps passé à deux ».
On constate également, notamment chez les femmes, un désintérêt croissant pour l'activité sexuelle, les personnes sondées se déclarant ouvertes à l'idée d'une relation purement platonique. Une « dissociation croissante entre conjugalité et sexualité » est aussi observée, le sexe au sein du couple étant dorénavant davantage centré sur la notion de consentement et de désir mutuels. Selon François Kraus (directeur du pôle genre, sexualités et santé sexuelle de l'IFOP), les décennies  2010 et 2020 seraient le début d'un « un nouveau cycle où la contrainte à avoir une vie sexuelle pour faire plaisir ou comme tout le monde se fait moins forte » après des années « d'hypersexualisation de la société »,.

### Conséquences de la récession sexuelle
Selon une étude publiée fin décembre 2023 dans le Jurnal Ilmiah MIZANI, les auteurs estiment que les effets à long terme de la récession sexuelle vont au-delà des changements démographiques et posent des défis à la dynamique économique. En effet, avec le déclin de la population, on assisterait alors à une réduction progressive des besoins des consommateurs, ce qui entraînerait une baisse du pouvoir d'achat et des déséquilibres entre l'offre et la demande.